# An Alan Smithee Film: Burn Hollywood Burn
An Alan Smithee Movie: Burn Hollywood Burn is een Amerikaanse komediefilm uit 1998 geregisseerd door Arthur Hiller (onder het pseudoniem Alan Smithee). De film won zes Razzies onder andere voor slechtste film, slechtste regie en slechtste scenario.

## Plot
Een regisseur genaamd Alan Smithee wil zijn film vernietigen nadat hij het eindresultaat ziet.

## Rolverdeling
| Acteur           | Personage         |
| ---------------- | ----------------- |
| Eric Idle        | Alan Smithee      |
| Ryan O'Neal      | James Edmunds     |
| Coolio           | Dion Brothers     |
| Chuck D          | Leon Brothers     |
| Richard Jeni     | Jerry Glover      |
| Leslie Stefanson | Michelle Rafferty |
| Sandra Bernhard  | Ann Glover        |
| Cherie Lunghi    | Myrna Smithee     |

## Alan Smithee
De film wordt gezien als een van de redenen waarom de Directors Guild of America is gestopt met het gebruiken van hun gebruikelijke pseudoniem Alan Smithee. Toen regisseur Arthur Hiller het eindproduct van de film zag besloot hij daar toen ook nog gebruik van te maken.